# میخال کواچ
میخال کواچ (اسلواکی: Michal Kováč؛ زادهٔ ۳ اوت ۱۹۳۰ – درگذشتهٔ ۵ اکتبر ۲۰۱۶) یک سیاست‌مدار و اقتصاددان اهل اسلواکی و نخستین رئیس‌جمهور این کشور بود. میخال کواچ در ۵ اکتبر ۲۰۱۶ در سن ۸۶ سالگی درگذشت.